# Björneborgs Teater

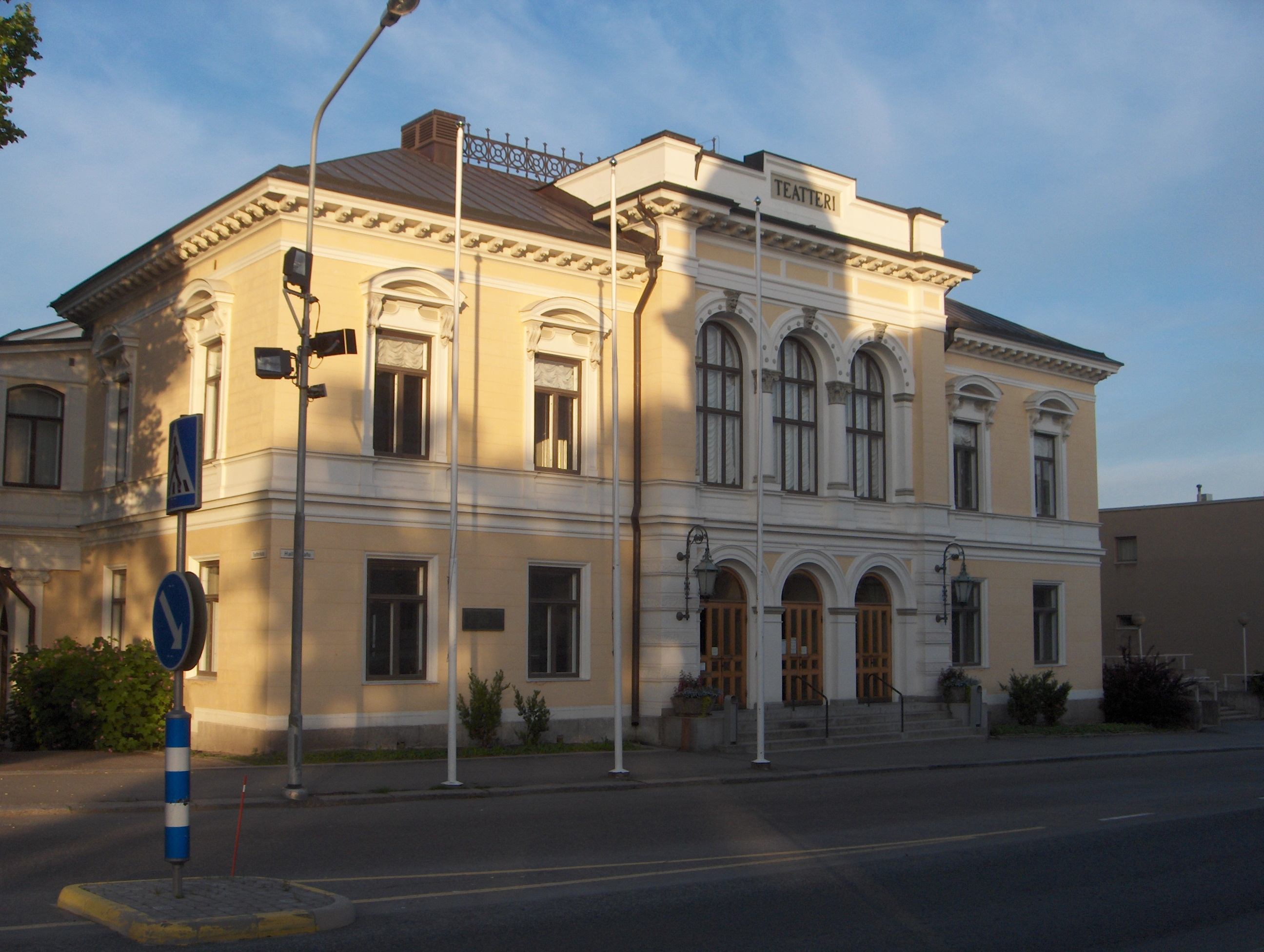
Björneborgs Teater.

Björneborgs Teater är en teater i den västfinländska staden Björneborg. Teaterbyggnaden, som är ritad av den svenska arkitekten Johan Erik Stenberg, stod färdig år 1884. Byggnaden är uppförd i nyrenässansstil. Teaterns stora scen har plats för 313 personer.